# Werner Smolderen
Werner Smolderen is een Belgische voormalige waterskiër.

## Levensloop
Smolderen werd in 1982 Europees kampioen in de Formule 1 van het waterski racing. Daarnaast werd hij tweemaal Belgisch kampioen in de Formule 2.

## Palmares
- 1977:  Belgisch kampioenschap Formule 2
- 1979:  Belgisch kampioenschap Formule 2
- 1982:  Europees kampioenschap Formule 1